# 世界音乐

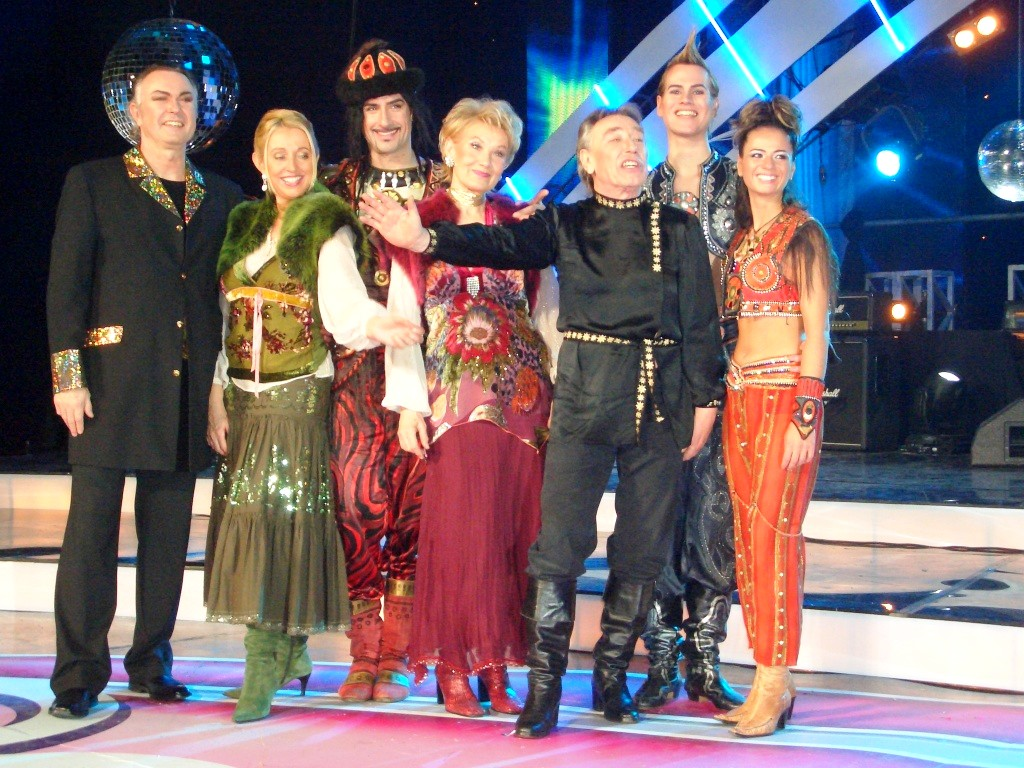
德國成吉思汗樂隊，歌曲爲不同國家民謠風格

世界音乐（英語：World music），該詞匯的定義大致可分为两种：广义的世界音乐，泛指世界各国的所有音樂。
另一种是狭义的概念，强调对多種异域音乐尤其是民謠的偏好，並以此爲中心創作。自1980年代以来，世界音乐的概念在流行音乐中不断的得到提升，慢慢地它变成了一种国际流行音乐的发展趋势。